# وزیر دفاع ایالات متحده آمریکا
وزیر دفاع ایالات متحده آمریکا رهبر و مدیر عامل اجرایی وزارت دفاع ایالات متحده آمریکا، از وزارتخانه‌های اجرایی حکومت فدرال ایالات متحده آمریکا است. قدرت وزیر دفاع بر نیروهای مسلح ایالات متحده آمریکا فقط از رئیس‌جمهور ایالات متحده آمریکا پایین‌تر است. این منصب معادل وزیر دفاع در کشورهای دیگر است. وزیر دفاع توسط رئیس‌جمهور و با مشورت و مجوز سنا منصوب می‌شود و عرفاً عضو کابینه و طبق قانون عضو شورای امنیت ملی ایالات متحده آمریکا است.
بر پایه قانون اساسی ایالات متحده آمریکا وزیر دفاع یک شهروند غیرنظامی است. چون قوای نظامی آمریکا باید به قانون اساسی کشور، سوگند بخورند و وفاداری خود را به کشور و نه به مقام یا شخصی چون پادشاه یا حاکم کشور (رئیس‌جمهور) نشان دهند. به همین دلیل، نظامیان آمریکایی باید دست کم ۷ سال از خدمت در نیروهای مسلح دور باشند تا به عنوان یک شهروند غیرنظامی، امکان نامزدی برای پست وزیر دفاع را پیدا کنند.

## فهرست وزرای دفاع
رابرت مک نامارا بیشترین دوره تصدی را به عنوان وزیر داشته. دونالد رامسفلد ده روز کمتر از او وزیر بوده است.
احزاب
      حزب دموکرات
      حزب جمهوری‌خواه
      مستقل / نامعلوم
وضعیت
| شماره | پرتره                | نام                             | ایالت محل اقامت | شروع کار        | ختم کار                       | شمار روزهای تصدی  | در دوره رئیس‌جمهور | در دوره رئیس‌جمهور  |
| ----- | -------------------- | ------------------------------- | --------------- | --------------- | ----------------------------- | ----------------- | ----------------- | ------------------ |
| 1     | James Forrestal      | جیمز فورستال                    | ایالت نیویورک   | ۱۷ سپتامبر ۱۹۴۷ | ۲۸ مارس ۱۹۴۹                  | 558               |                   | هری ترومن          |
| 2     | Louis A. Johnson     | لویی جانسون                     | ویرجینیای غربی  | ۲۸ مارس ۱۹۴۹    | ۱۹ سپتامبر ۱۹۵۰               | 540               |                   | هری ترومن          |
| 3     | George C. Marshall   | جرج مارشال                      | پنسیلوانیا      | ۲۱ سپتامبر ۱۹۵۰ | ۱۲ سپتامبر ۱۹۵۱               | 356               |                   | هری ترومن          |
| 4     | Robert A. Lovett     | رابرت لوت                       | ایالت نیویورک   | ۱۷ سپتامبر ۱۹۵۱ | ۲۰ ژانویه ۱۹۵۳                | 491               |                   | هری ترومن          |
| 5     | Charles E. Wilson    | چارلز اروین ویلسون              | میشیگان         | ۲۸ ژانویه ۱۹۵۳  | ۸ اکتبر ۱۹۵۷                  | 1714              |                   | دوایت آیزنهاور     |
| 6     | Neil H. McElroy      | Neil H. McElroy                 | اوهایو          | ۹ اکتبر ۱۹۵۷    | ۱ دسامبر ۱۹۵۹                 | 783               |                   | دوایت آیزنهاور     |
| 7     | Thomas S. Gates      | Thomas S. Gates, Jr.            | پنسیلوانیا      | ۲ دسامبر ۱۹۵۹   | ۲۰ ژانویه ۱۹۶۱                | 415               |                   | دوایت آیزنهاور     |
| 8     | Robert McNamara      | رابرت مک‌نامارا                  | میشیگان         | ۲۱ ژانویه ۱۹۶۱  | ۲۹ فوریه ۱۹۶۸                 | 1035              |                   | جان اف. کندی       |
| 8     | Robert McNamara      | رابرت مک‌نامارا                  | میشیگان         | ۲۱ ژانویه ۱۹۶۱  | ۲۹ فوریه ۱۹۶۸                 | 1560 (2595 total) |                   | لیندون بی. جانسون  |
| 9     | Clark M. Clifford    | Clark M. Clifford               | مریلند          | ۱ مارس ۱۹۶۸     | ۲۰ ژانویه ۱۹۶۹                | 325               |                   | لیندون بی. جانسون  |
| 10    | Melvin R. Laird      | Melvin R. Laird                 | ویسکانسین       | ۲۲ ژانویه ۱۹۶۹  | ۲۹ ژانویه ۱۹۷۳                | 1468              |                   | ریچارد نیکسون      |
| 11    | Elliot L. Richardson | Elliot L. Richardson            | ماساچوست        | ۳۰ ژانویه ۱۹۷۳  | ۲۴ مه ۱۹۷۳                    | 114               |                   | ریچارد نیکسون      |
| –     | Bill Clements        | ویلیام پ. کلمنتز، جونیور سرپرست | تگزاس           | May ۲۴, ۱۹۷۳    | ۲ ژوئیه ۱۹۷۳                  | 39                |                   | ریچارد نیکسون      |
| 12    | Schlesinger          | جیمز شلسینگر                    | ویرجینیا        | ۲ ژوئیه ۱۹۷۳    | ۱۹ نوامبر ۱۹۷۵                | 403               |                   | ریچارد نیکسون      |
| 12    | Schlesinger          | جیمز شلسینگر                    | ویرجینیا        | ۲ ژوئیه ۱۹۷۳    | ۱۹ نوامبر ۱۹۷۵                | 467 (870 total)   |                   | جرالد فورد         |
| 13    | Rumsfeld             | دونالد رامسفلد                  | ایلینوی         | ۲۰ نوامبر ۱۹۷۵  | ۲۰ ژانویه ۱۹۷۷                | 427               |                   | جرالد فورد         |
| 14    | Harold Brown         | هرولد براون                     | کالیفرنیا       | ۲۱ ژانویه ۱۹۷۷  | ۲۰ ژانویه ۱۹۸۱                | 1460              |                   | جیمی کارتر         |
| 15    | Caspar W. Weinberger | کاسپار واینبرگر                 | کالیفرنیا       | ۲۱ ژانویه ۱۹۸۱  | ۲۳ نوامبر ۱۹۸۷                | 2497              |                   | رونالد ریگان       |
| 16    | Carlucci             | Frank Carlucci                  | ویرجینیا        | ۲۳ نوامبر ۱۹۸۷  | ۲۰ ژانویه ۱۹۸۹                | 424               |                   | رونالد ریگان       |
| –     |                      | ویلیام هوارد تفت چهارم سرپرست   | اوهایو          | ۲۰ ژانویه ۱۹۸۹  | ۲۱ مارس ۱۹۸۹                  | 60                |                   | جرج ایچ دابلیو بوش |
| 17    | Cheney               | دیک چینی                        | وایومینگ        | ۲۱ مارس ۱۹۸۹    | ۲۰ ژانویه ۱۹۹۳                | 1401              |                   | جرج ایچ دابلیو بوش |
| 18    | Les Aspin            | Leslie Aspin                    | ویسکانسین       | ۲۱ ژانویه ۱۹۹۳  | ۳ فوریه ۱۹۹۴                  | 378               |                   | بیل کلینتون        |
| 19    | William J. Perry     | ویلیام پری                      | پنسیلوانیا      | ۳ فوریه ۱۹۹۴    | ۲۳ ژانویه ۱۹۹۷ ۲۴ ژانویه ۱۹۹۷ | 1085              |                   | بیل کلینتون        |
| 20    | William S. Cohen     | ویلیام اس. کوهن                 | مین (ایالت)     | ۲۴ ژانویه ۱۹۹۷  | ۲۰ ژانویه ۲۰۰۱                | 1457              |                   | بیل کلینتون        |
| 21    | Rumsfeld             | دونالد رامسفلد                  | ایلینوی         | ۲۰ ژانویه ۲۰۰۱  | ۱۸ دسامبر ۲۰۰۶                | 2158              |                   | جرج دابلیو بوش     |
| 22    | Gates                | رابرت گیتس                      | تگزاس           | ۱۸ دسامبر ۲۰۰۶  | ۳۰ ژوئن ۲۰۱۱                  | 764               |                   | جرج دابلیو بوش     |
| 22    | Gates                | رابرت گیتس                      | تگزاس           | ۱۸ دسامبر ۲۰۰۶  | ۳۰ ژوئن ۲۰۱۱                  | 891 (1,655 total) |                   | باراک اوباما       |
| 23    | Leon Panetta         | لئون پانه‌تا                     | کالیفرنیا       | ۱ ژوئیه ۲۰۱۱    | ۲۶ فوریه ۲۰۱۳                 | 606               |                   | باراک اوباما       |
| 24    | Chuck Hagel          | چاک هیگل                        | نبراسکا         | ۲۷ فوریه ۲۰۱۳   | ۱۷ فوریه ۲۰۱۵                 | 720               |                   | باراک اوباما       |
| 25    | Ashton Carter        | اشتون کارتر                     | ماساچوست        | ۱۷ فوریه ۲۰۱۵   | ۱۹ ژانویه ۲۰۱۷                | 702               |                   | باراک اوباما       |
| 26    | James Mattis         | جیمز متیس                       | واشینگتن        | ۲۰ ژانویه ۲۰۱۷  | ۳۱ دسامبر ۲۰۱۸                | 710               |                   | دونالد ترامپ       |
| -     | Patrick M. Shanahan  | پتریک ام. شنهن سرپرست           | واشینگتن        | ۱ ژانویه ۲۰۱۹   | ۲۴ ژوئیه ۲۰۱۹                 | 174               |                   | دونالد ترامپ       |
| 27    | Mark Esper           | مارک اسپر                       | پنسیلوانیا      | ۲۴ ژوئیه ۲۰۱۹   | ۹ نوامبر ۲۰۲۰                 | 504               |                   | دونالد ترامپ       |
| -     | Christopher Miller   | کریستوفر میلر سرپرست            | ویسکانسین       | ۹ نوامبر ۲۰۲۰   | ۲۰ ژانویه ۲۰۲۱                | 72                |                   | دونالد ترامپ       |
| 28    | James Mattis         | لوید آستین                      | آلاباما         | ۲۲ ژانویه ۲۰۲۱  | ۲۰ ژانویه ۲۰۲۵                | 1459              |                   | جو بایدن           |
| 29    |                      | پیت هگست                        | نامشخص          | ۲۵ ژانویه ۲۰۲۵  | تاکنون                        | 92                |                   | دونالد ترامپ       |